# Georges Wolinski
« Wolinski » redirige ici. Pour les autres significations, voir Wolinski (homonymie).
Georges Wolinski, né le 29 juin 1934 à Tunis (Tunisie), et assassiné le 7 janvier 2015 à Paris 11e, est un dessinateur de presse, auteur de bande dessinée, journaliste et acteur français.
Il a collaboré au journal Hara-Kiri (versions mensuelle et hebdomadaire), ainsi qu'à Action, Paris-Presse, Charlie Hebdo, La Gueule ouverte, L'Humanité, Le Nouvel Observateur, Phosphore, et enfin Paris Match. Il a également été rédacteur en chef de Charlie Mensuel, et président du prix de la bande dessinée du Point.

## Biographie

### Débuts
Georges David Wolinski naît d'une mère franco-italienne, Lola Bembaron, et d'un père chef d’entreprise de ferronnerie d’art à Tunis, Siegfried Wolinski. Alors qu'il est âgé de deux ans, son père est assassiné et sa mère tuberculeuse est envoyée en sanatorium en France ; il est alors élevé par ses grands-parents maternels pâtissiers, et ne rejoint sa mère remariée qu'à l'âge de 13 ans.
Au lycée de Briançon, où il étudie de 1946 à 1952, il anime un journal, Le Potache libéré. En 1954-1955, il étudie en classe de Sciences Ex au lycée Marcelin-Berthelot de Saint-Maur-des-Fossés, où il anime un journal, Le Crypto-Journal[réf. souhaitée]. Il y rencontre sa première femme, Jacqueline Saba dite « Kean », épousée en 1961, avec qui il a deux filles, et qui meurt en 1966 des suites d'un accident de voiture en voulant éviter un chien, alors qu'il se reposait à l'arrière.
Il travaille d'abord dans l'entreprise de tricot de son beau-père à Fontenay-sous-Bois, puis publie ses premiers dessins dans Rustica en 1958. Après avoir envoyé ses dessins à François Cavanna, il entre en 1960 dans l'équipe de Hara-Kiri, puis en 1968 dans Le Journal du dimanche où il rencontre sa seconde épouse Maryse Bachère, il devient rédacteur en chef de Charlie Hebdo de 1970 à 1981.
Georges Wolinski oscille au début entre des styles très différents, pour se fixer à terme sur un graphisme évoquant au départ celui de Copi. Rapidement, il acquiert une patte spécifique qui met l’accent, malgré un trait épuré, sur l'expressivité des personnages là où au contraire Copi les voulait neutres. Les événements de mai 1968 font connaître son travail via l’éphémère revue Action, où il dessine régulièrement. Les personnages de Wolinski plaisent et sont sollicités pour des campagnes de publicité d’envergure nationale :
- Immeuble « Le Broca », rue Broca, dans le 13e arrondissement de Paris, où il fait apparaître son personnage du roi (qui se demande s'il est « digne de vivre au Broca »).
- IBM (Wolinski dessine un de ses personnages qui balance ses papiers à l’ordinateur en lui disant : « Tiens, débrouille-toi ! »)
- Mars (barre chocolatée)
- Rizla+, papier à cigarette (une jeune femme sort d'un paquet en déclarant « je suis dans les petits papiers de Riz la + » ; une jeune femme s'habille de petits papiers, etc.)
- « Fumeurs, non-fumeurs, la liberté c'est réciproque. », Éditions Ubique Group (1989), pour le CDIT[9].
- Renault 4 GTL (un auto-stoppeur est pris par la conductrice de la Renault et partent ensemble jusqu'à la mer) en 1978.

Ces publicités seront reprochées à Wolinski par les puristes. Il les choisit pourtant au compte-gouttes, n’acceptant que celles qui lui donnent prétexte à faire des choses qui l’inspirent.

### Presse écrite

#### Hara-Kiri
Wolinski intègre dès 1960 l'équipe d'Hara-Kiri, aux côtés de Cavanna et Choron. En février 1969, il collabore à la nouvelle version hebdomadaire du journal : dans le premier numéro, il représente un personnage s'esclaffant au sujet de différents thèmes d'actualité, dont les « pendus de Bagdad ».

#### L'Enragé
Pendant les événements de Mai 68, Wolinski — qui a commencé par dessiner dans Action — fonde avec Siné le journal L’Enragé, dans lequel ses dessins prennent une coloration politique. Le journal disparaîtra vite, mais le ton du futur Hara-Kiri Hebdo (puis Charlie Hebdo) commence à apparaître.

#### France Soir
Après la parenthèse d’Action, Wolinski est sollicité pour tenir une page de contestation dans le quotidien France-Soir de Pierre Lazareff, où il prend l’habitude de ne « pas seulement y contester la société, comme tout le monde, mais aussi le directeur du journal », comme il le résume. La collaboration prendra vite fin.

#### Charlie Hebdo
C’est dans Hara-Kiri hebdo devenu par la suite Charlie Hebdo, que Wolinski prend sa pleine mesure en dessinant de façon pratiquement hebdomadaire deux personnages repris d’Action : un gros sûr de lui et dominateur, et un maigre d’allure timide, qui tiennent des propos de café du commerce, mais toujours présentés de façon humoristique. Commençant imperturbablement par un « Monsieur », qu’on devine prononcé avec emphase, les bandes présenteront ces morceaux de bravoure typiques du style wolinskien :
- « Monsieur, je suis pour la liberté de la presse à condition que la presse n’en profite pas pour dire n’importe quoi ! »
- « Monsieur, il y a des moments où je me demande si ça valait la peine de gagner la guerre contre un homme qui nous aurait débarrassés du communisme. »
- « Le socialisme, c’est comme la marijuana : c’est peut-être inoffensif, mais ça peut conduire à des drogues plus dures comme le communisme. »

La bande hebdomadaire se nomme au début « L’évolution de la situation ». Elle inspirera ensuite plusieurs revues théâtrales de Claude Confortès, toutes nommées « Le roi des cons », d'après le nom d'un personnage de benêt couronné, créé par Wolinski pour donner un visage à cette expression populaire. Ce personnage apparaît pour la première fois dans Charlie Hebdo n° 48 du 18 octobre 1971 avec le titre « Le Chah au roi des cons : vous avez bien fait de venir ». Le Shah d'Iran recevait alors de nombreuses têtes couronnées lors de la célébration du 2 500e anniversaire de la fondation de l'empire perse.

#### L’Humanité
Appréciant l'humour de Wolinski, Roland Leroy, le directeur de L'Humanité — journal auquel il collaborera de 1977 à 1984 —, lui propose de devenir dessinateur officiel du quotidien, en lui garantissant qu’il pourra « y caracoler en toute liberté ». Au grand désespoir de Cavanna, Wolinski accepte en donnant comme excuse que « ça l’amuse d’être honnête ». Mais il ne donne plus à ses dessins le caractère militant et parfois agressif qu’ils avaient dans Action, et opte au contraire pour un style bon enfant où il se moque presque de lui-même et où percent parfois des allusions au style du dessinateur du Monde à l’époque, qui est alors Konk. Bien que dénués de ce côté grinçant qui était sa marque de fabrique, ses dessins de l’époque ne perdent rien de leur drôlerie ; et puis la collaboration avec Charlie Hebdo et Hara-Kiri continue pour ce genre de dessins-là.

#### Paris-Match
Wolinski franchira une dernière étape de sa carrière en devenant également dessinateur à Paris-Match : son mode de contestation a fini par faire partie du paysage français, et Wolinski, dorénavant, de l’establishement, comme un Sempé.

### Bandes dessinées et illustrations
Wolinski a été un auteur de bande dessinée. Il a été le scénariste de la série des Paulette, dessinée par Georges Pichard et publiée notamment dans la revue italienne Linus dont il rencontre le fondateur Giovanni Gandini à l'époque où Wolinski est rédacteur en chef de Charlie Mensuel. Outre ses dessins humoristiques politiques, a signé dans des journaux comme Charlie Mensuel plusieurs séries mettant en scène des personnages récurrents, comme Georges le tueur ou Cactus Joe.
À l’initiative de Jérôme Duhamel, Wolinski collabore à un livre commun avec le dessinateur du Figaro Jacques Faizant. « C’est mon bon facho », dit Wolinski. « C’est mon bon gaucho », dit Faizant. Et tous deux ajoutent en commun qu’ils n’en pensent pas un mot, mais qu’au cas où il y aurait une épuration, ils préfèrent se faire des relations dans l’autre camp à tout hasard.
Il est aussi l'auteur d'une page dessinée intitulée J'hallucine !, dans le magazine mensuel pour adolescents lycéens du groupe Bayard-Presse Phosphore, au début des années 1990, où il met en scène dans des saynètes sa fille Elsa, alors elle-même ado en pleine « féminisation » et disant fréquemment « j'hallucine ! », avec souvent son propre double dessiné.
En 1986, il réalise des illustrations dans L'Architecte du Désordre de Y. C. Rivière.[réf. nécessaire]
Associé avec Pierre Barkats, un avocat américain, Georges Wolinski crée en 2007 Hannukah Harry, petit personnage universel qui parcourt les époques et interpelle le lecteur sur l'état de la planète. C'est lui qui a apporté le feu aux sauvages dans leurs grottes et il se sent un peu coupable quelque part du réchauffement climatique.

### Mort

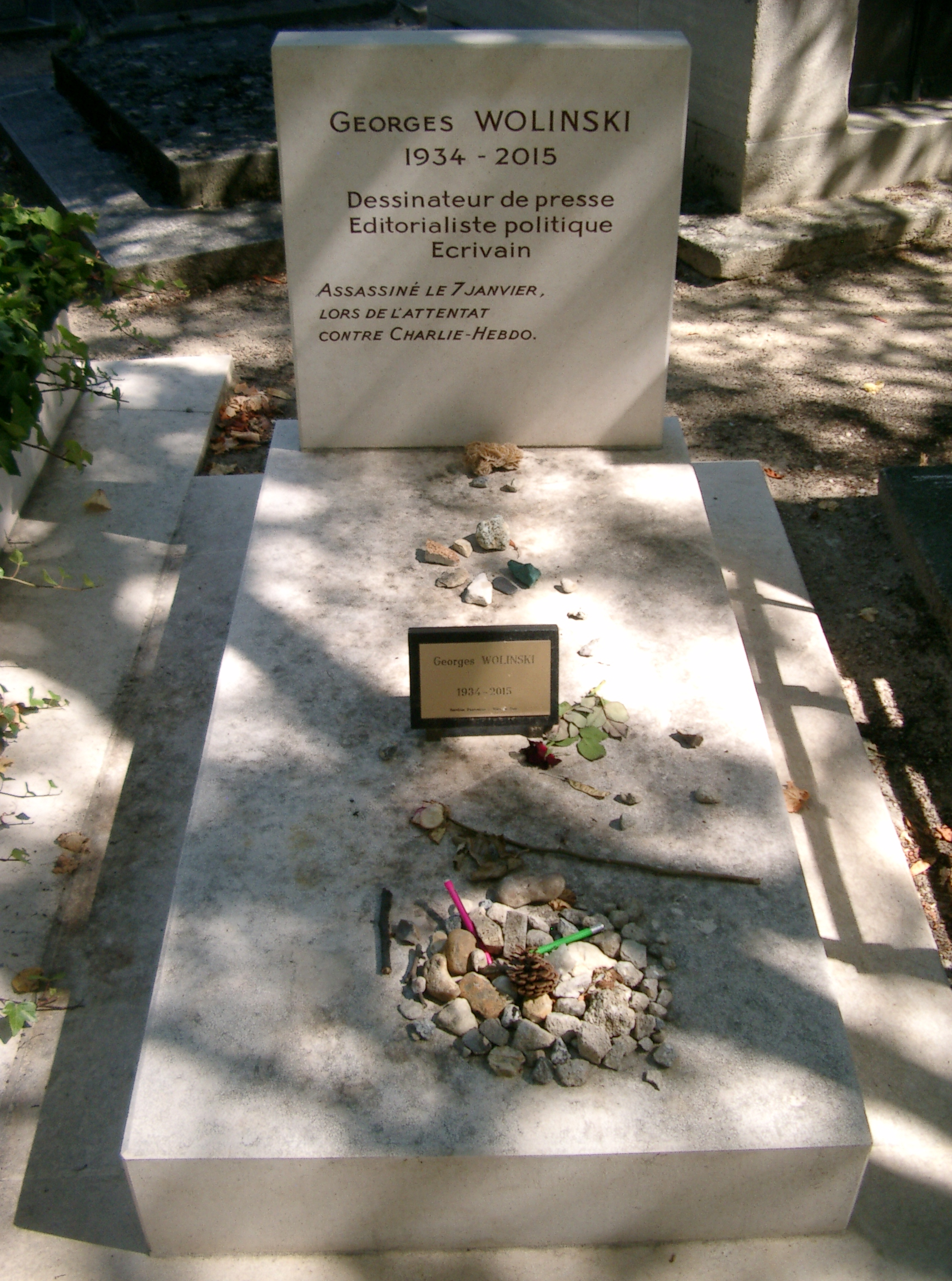
Tombe de Georges Wolinski au cimetière du Montparnasse.

Georges Wolinski meurt le 7 janvier 2015, à Paris 11e, abattu par des terroristes lors de l'attentat contre Charlie Hebdo à Paris. Il est incinéré et ses cendres sont inhumées au cimetière du Montparnasse le 15 janvier 2015.
Par arrêté du 1er septembre 2015, la mention « Victime du terrorisme » est inscrite sur son acte de décès.

### Vie privée

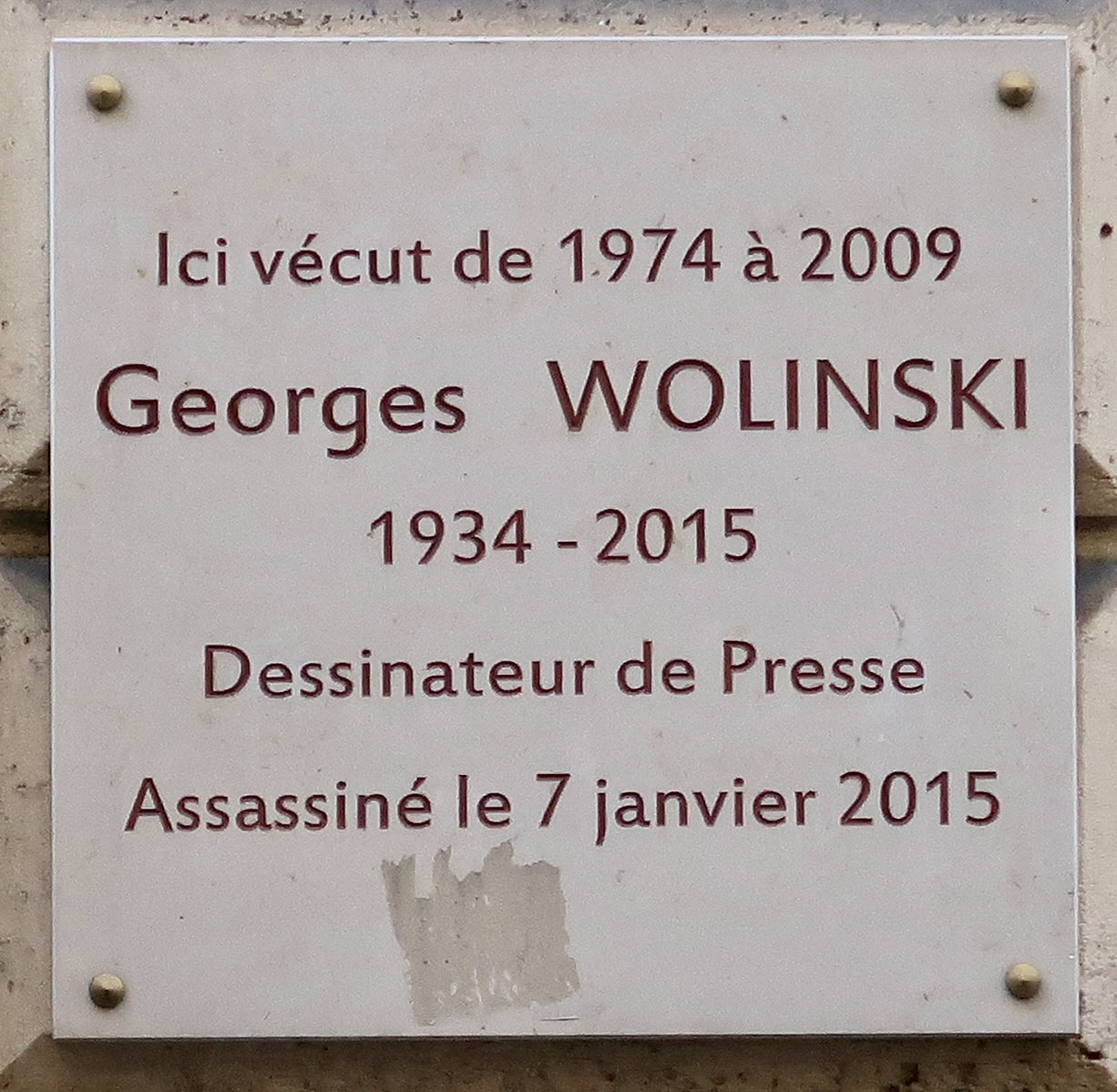
Plaque 34 rue Bonaparte (6e arrondissement de Paris), où il vit de 1974 à 2009).

En 1966, Georges Wolinski perd sa première épouse, Jacqueline Saba, dans un accident de voiture. Il a eu avec elle deux filles, Frédérica et Natacha. Il rencontre en 1968 Maryse Bachère, qu'il épouse en 1971 ; de leur union naît, en 1974, leur fille Elsa, devenue écrivaine.
Wolinski ne se veut pas dans la vie aussi libertin que ses personnages. Dans sa Lettre ouverte à ma femme, déclaration d’amour à sa femme Maryse, il s’émerveille que, sur dix ans de vie commune, ils n’aient passé que trois nuits séparés. Dans sa réponse quelques années plus tard, Chambre à part, Maryse précisera qu'ils dormaient dans le même logement, mais pas systématiquement dans le même lit.
Invité à Apostrophes, en 1984, avec Jean d'Ormesson et Siné, Jean d'Ormesson l'interpelle : « Mais enfin, quand vous sautez une fille, ça vous amuse encore, ou vous croyez que vous êtes au bureau ? » Il répond avec le plus grand sérieux : « Mais d'abord, je ne saute pas une fille, je fais l’amour avec ma femme.[..] et je l'ai déjà dit, je mets dans mes dessins tout ce que je ne fais pas dans la vie. Ce sont les dessins d'un homme sage. »
Sa veuve Maryse Wolinski, romancière et ancienne journaliste meurt le 9 décembre 2021 à l'âge de 78 ans des suites d'un cancer du poumon.

### Décoration
- Chevalier de la Légion d'honneur (2005)

### Prix
- 1998 :  Prix International d'Humour Gat Perich, pour l'ensemble de son œuvre
- 2005 : Grand prix de la ville d'Angoulême, pour l'ensemble de son œuvre[20]

## Engagements

### Cuba Si
Plusieurs voyages à Cuba depuis les années 1970 lui inspirent une sympathie pour le modèle de développement de l'île.
En 1993, durant les années de la « période spéciale » (les pays d'Europe de l'Est représentaient 80 % des échanges commerciaux de Cuba et leur écroulement provoqua un recul brutal du PIB cubain), il participe à la fondation de l'association « Cuba Si » dont l'objectif initial était d'apporter du papier et des fournitures scolaires aux écoles. L'association existe toujours aujourd'hui.

### Secours populaire
Dans les années 1980-1990, Georges Wolinski a dessiné gracieusement pour le journal du Secours Populaire français, Convergence.

### Révolution tunisienne
En 2012, il publie un texte sur la révolution tunisienne de 2010-2011, « Les Tunisiens sont “sages” », dans Dégage ! une révolution.

## Hommages et postérité
En hommage à Wolinski, et avec l'accord de sa veuve, Maryse Wolinski, le prix de la BD du Point, décerné depuis 2004 et dont le jury était présidé par le disparu, prend le nom de « Prix Wolinski de la BD du Point ».
Le 13 juin 2015, la commune de Fenouillet décide de baptiser sa médiathèque Georges-Wolinski en son hommage, en présence de Gilles Broquère, Jean-Luc Moudenc et de sa femme Maryse.
En octobre 2015, une gargouille à son effigie — le représentant entouré de deux femmes nues — a été créée sur la tour de la Lanterne à La Rochelle. Une seconde gargouille est à l'effigie de Cabu.
En 2015, Maryse Wolinski fait don du bureau de Georges Wolinski à l'Espace Loup du Salon international du dessin de presse et d'humour de Saint-Just-le-Martel, où il est reconstitué et exposé.
Le 6 février 2016, la médiathèque de la ville de Noisy-le-Grand est baptisée en hommage à Georges Wolinski. Lors de l'inauguration, sa femme Maryse Wolinski est présente.
Fin 2022, un club de comédie est ouvert à Bruges en Belgique, qui porte le nom de Wolinski, en son honneur.
L'astéroïde (293499) Wolinski a été nommé en son honneur.

## Albums
- Histoires lamentables (1965)
- Ils ne pensent qu'à ça (1967)
- Je ne veux pas mourir idiot (1968)
- Hit parade (1969)
- Je ne pense qu'à ça ! (3 tomes, 1969 à 1972)
- Il n'y a pas que la politique dans la vie... (1970)
- La Vie compliquée de Georges le tueur (1970)
- Paulette (sept tomes, 1971 à 1984 ; scénariste uniquement, dessin de Georges Pichard)
- On ne connait pas notre bonheur (1972)
- C'est pas normal (1973)
- Il ne faut pas rêver (1974)
- Les Français me font rire (1975)
- Giscard n'est pas drôle (1976)
- C'est dur d'être patron (1977)[30]
- Cactus Joe (1977)
- Wolinski dans l'Huma (3 tomes, 1977 à 1980)
- Dessins dans l'air (1979)
- J'étais un sale phallocrate (1979)
- La Reine des pommes (1979 ; d'après le roman de Chester Himes)
- Mon corps est à elles (1979)
- À bas l'amour copain ! (1980)
- Ah, la crise ! (1981)
- Carnets de croquis 1965-1966 (1981)
- La Divine sieste de papa (2 albums, 1981 et 1987, scénario avec Maryse Wolinski)
- Les Pensées (1981)
- Les Romans photos du professeur Choron (1981, co-scénariste uniquement)
- Tout est politique (1981)
- À gauche, toute ! (1982)
- La Bague au doigt (1982)
- Junior (1983)
- Aïe ! (1984)
- On a gagné ! (1985)
- Tu m'aimes ? (1985)
- Je cohabite ! (1986)
- Le Programme de la droite (1986)
- Bonne Année (1987)
- Gaston la bite (1987)
- Il n'y a plus d'hommes ! (1988)
- Plus on en parle moins on le fait  (1989)
- Arles, croquis danse ! (1990)
- Tout va trop vite ! (1990)
- Elles ne pensent qu'à ça ! (1991)
- J’hallucine ! (1981)
- Les Socialos (1991)
- La Morale (1992)
- Vous en êtes encore là, vous ? (1992)
- Dis-moi que tu m'aimes ! (1993)
- Le Bal des ringards (1993)
- Candide de Voltaire (1994)
- Enfin, des vrais hommes ! (1994)
- Les Cocos (1994)
- Scoopette (1994)
- Il n'y a plus de valeurs ! (1995)
- Nous sommes en train de nous en sortir (1995)
- Sacré Mitterrand !  (1996)
- Sexuellement correct !  (1996)
- Viva Chiapas (1996)
- Cause toujours !  (1997)
- Fais-moi plaisir (1997)
- Monsieur Paul à Cuba (1998)[31]
- Trop beau pour être vrai !  (1998)
- Pauvres chéries ! (1999)
- Sales gosses (1999)[32]
- Brèves sucrées et salées de salons de thé (2000)
- Le Sens de l'humour (2000)
- Mes aveux (2000)
- Salut les filles ! (2000)
- Je montre tout ! (2001)
- Pauvres mecs !  (2001)
- Tout est bon dans l'homme (2001)
- Le Meilleur de Wolinski (2002)
- Les Droits de la femme (et de l’homme)  (2002)
- Les Secrets d'un couple heureux (2003)
- Demain, il fera jour (2004)
- Les humanités (2004)
- Une vie compliquée (2004)
- De l'argent ! (2005)
- Dialogues de sourds (2005)
- Carnets de voyage (2006)
- C'est la faute à la société (2006)
- La Success story du président (2006)
- Bonne Fête Nicolas (2007)
- Merci Hannukah Harry (2007 ; scénario : Pierre-Philippe Barkats)
- La France se tâte (2008)
- Les Femmes sont des hommes comme les autres (2009)
- La Sexualité des Français (2010)
- Pitié pour Wolinski (2010)
- Le pire a de l'avenir (2012)
- Vive la France ! (2013)
- Les Villages des femmes (2014)
- Le bonheur est un métier, Glénat (2016, posthume)
- Le bonheur de rire, Le Cherche Midi (2020, posthume)

## Théâtre
- 1968 : Je ne veux pas mourir idiot, d'après son album éponyme de bande dessinée, au Théâtre des Arts (Paris), mise en scène Claude Confortès
- 1969 : Je ne pense qu'à ça, co-écrit avec Claude Confortès, d'après son album éponyme de bande dessinée, au Théâtre Gramont
- 1975 : Le roi des cons, co-écrit avec Claude Confortès, au Théâtre de la Gaité-Montparnasse

## Filmographie

### Cinéma (sélection)
- Le Roi des cons de Claude Confortès, sorti en 1981 (dialogues).
- Aldo et Junior de Patrick Schulmann, sorti en 1984 (scénario, adaptation et dialogues avec Patrick Schulmann).
- Le Cowboy de Georges Lautner, sorti en 1985 (scénario et dialogues).
- Pizzaiolo et Mozzarel de Christian Gion, sorti en 1985 (scénario et dialogues ; adaptation avec Christian Gion).
- Paulette, la pauvre petite milliardaire de Claude Confortès, sorti en 1986 (co-scénariste avec Claude Confortès et Georges Pichard)
- Elles ne pensent qu'à ça... de Charlotte Dubreuil, sorti en 1994 (co-scénariste avec Charlotte Dubreuil).
- Stressati de	Mauro Cappelloni, sorti en 1997, est librement inspiré de son œuvre[33].

Il dessina les affiches des films Erotissimo, Un moment d'égarement et Le Roi des cons.

### Télévision
Wolinski a participé en tant qu’auteur à la série Palace de Jean-Michel Ribes. Dans le générique de fin, on le voit descendre le grand escalier en compagnie de Ribes, Topor et tous les autres créateurs.